# Psychotria carnea
Psychotria carnea är en måreväxtart som först beskrevs av Johann Georg Adam Forster, och fick sitt nu gällande namn av Albert Charles Smith. Psychotria carnea ingår i släktet Psychotria och familjen måreväxter. Inga underarter finns listade i Catalogue of Life.